# Jonathon Juilfs
Jonathon Henry Juilfs (ur. 7 lutego 1993 w Eugene) – amerykański lekkoatleta, tyczkarz.

## Osiągnięcia
| Rok  | Impreza                              | Miejsce | Pozycja    | Wynik |
| ---- | ------------------------------------ | ------- | ---------- | ----- |
| 2011 | Mistrzostwa panamerykańskie juniorów | Miramar | 2. miejsce | 5,10  |

Mistrz USA w kategorii juniorów (2011).

## Rekordy życiowe
- Skok o tyczce – 5,44 (2012)